# توني بالانتين
توني بالانتين (بالإنجليزية: Tony Ballantyne)‏ هو مؤرخ نيوزيلندي، ولد في 1972.